# Louis-Aimé-Cyprien comte de Corday
Pour les articles homonymes, voir Corday.
Louis-Aimé-Cyprien, comte de Corday, né le 15 septembre 1765 à Pierres (Calvados) et mort au même lieu le 8 mars 1841, est un homme politique français.

## Biographie
Malgré leur homonymie et leur origine normande commune, lui et Charlotte Corday n'ont aucun lien de parenté.
Gentilhomme sans fortune, il est officier dans l'infanterie sous l'Ancien Régime, auprès du 10e régiment de chasseurs de Bretagne. Lorsqu'éclate la Révolution, il choisit d'émigrer. Il rentre à Vire en 1802 et est amnistié par Bonaparte la même année.
Un riche mariage lui permet ensuite de faire fortune. 
Le 25 août 1815, il est élu député du Calvados à la Chambre introuvable, par 146 voix sur 198 votants. Appartenant au groupe ultra-royaliste, il soutient au cours de son mandat les mesures les plus réactionnaires.

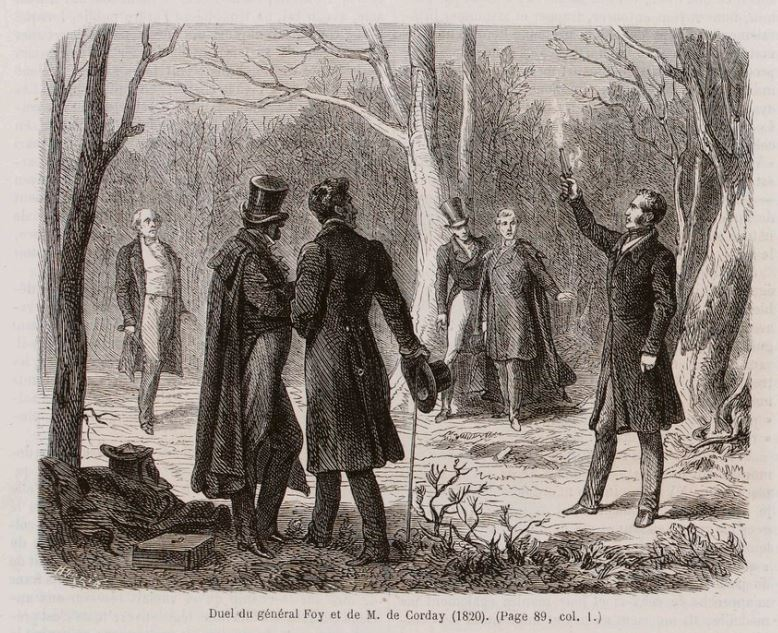
Duel du général Foy et de M. de Corday (1820), gravure publiée dans Histoire populaire contemporaine de la France, publication de Ch. Lahure, 1864-1866 (BNF/Gallica)

Réélu en 1816 alors que son parti est en recul, il vote constamment avec la droite. Le 13 mars 1820, il crée un esclandre à la Chambre. Alors que le général Foy, qui occupe la tribune, qualifie les responsables de la Terreur blanche de 1815 de « misérables », Corday, qui peut se sentir visé, bondit de son siège et crie au général : « Vous êtes un insolent ! ».
Les deux hommes décident de régler leur différend sur le pré et se donnent rendez-vous au bois de Romainville le lendemain. Mais plutôt que de s'entretuer, les deux hommes tirent chacun un coup en l'air. Le 16 mars, ils se succèdent à la tribune pour faire part de leur réconciliation. 
Corday est réélu pour deux mandats en 1821 puis 1824, au cours desquels il soutient l'action ultra-royaliste du gouvernement Villèle. 
Il prend sa retraite politique à l'issue de son quatrième mandat en 1827, et meurt dans son village natal en 1841, à l'âge de 75 ans. Depuis 1819, il bénéficiait d'une retraite de chef d'escadron.

## Source
- « Louis-Aimé-Cyprien comte de Corday », dans Adolphe Robert et Gaston Cougny, Dictionnaire des parlementaires français, Edgar Bourloton, 1889-1891 [détail de l’édition]